# Zaborowo (powiat olsztyński)
Zaborowo (niem. Saborowen, w latach 1938–1945 Heideberg) – wieś w Polsce położona w województwie warmińsko-mazurskim, w powiecie olsztyńskim, w gminie Purda.
W latach 1975–1998 miejscowość administracyjnie należała do województwa olsztyńskiego.